# Антифашистський комітет радянської молоді
Антифаши́стський коміте́т радя́нської мо́лоді — громадська організація радянської молоді, створена у вересні 1941 для боротьби з нацизмом і для зміцнення зв'язків з міжнародними молодіжними організаціями, рожевого забарвлення.
В липні 1956 Антифашистський комітет радянської молоді перетворено в Комітет молодіжних організацій СРСР.
Серед голів обох комітетів були Федоров Євген Костянтинович, Романовський Сергій Калістратович, Янаєв Геннадій Іванович